# Kayleigh Barton
Kayleigh Ann Marie Barton, nata Green (Cardiff, 22 marzo 1988), è una calciatrice gallese, centrocampista offensiva del Charlton Athletic e della nazionale gallese.
La giocatrice ha deciso di mutare il cognome adottando quello della moglie ed ex compagna di squadra Kirsty Barton dal febbraio 2024.

## Carriera

### Club
Dopo aver vestito fino al 2016 la maglia del Gwalia United, Green si trasferisce alle inglesi dello Yeovil Town, condividendo con le nuove compagne il primo posto in FA Women's Super League 2 e la promozione in FA Women's Super League 1, l'allora massimo livello del campionato inglese femminile di calcio.
Nel calciomercato invernale viene ceduta con la formula del prestito al Chieti, squadra al suo primo impegno in Serie A, livello di vertice del campionato italiano, e che cerca con nuovi inserimenti in rosa di diminuire il divario tecnico con le avversarie nel tentativo, poi non andato a buon fine, di conquistare la salvezza al termine del campionato 2016-2017.
Terminati gli impegni contrattuali con la squadra italiana fa ritorno allo Yeovil Town dove condivide la difficilissima stagione che vede la sua squadra terminare all'ultimo posto in classifica nel campionato 2017-2018.
Durante il calciomercato estivo 2018 annuncia il suo trasferimento al neoiscritto Brighton & Hove.

## Palmarès

### Club
- Campionato inglese di seconda divisione: 1

Yeovil Town: 2016